# نشانگان کاهش‌دمی مرکزی

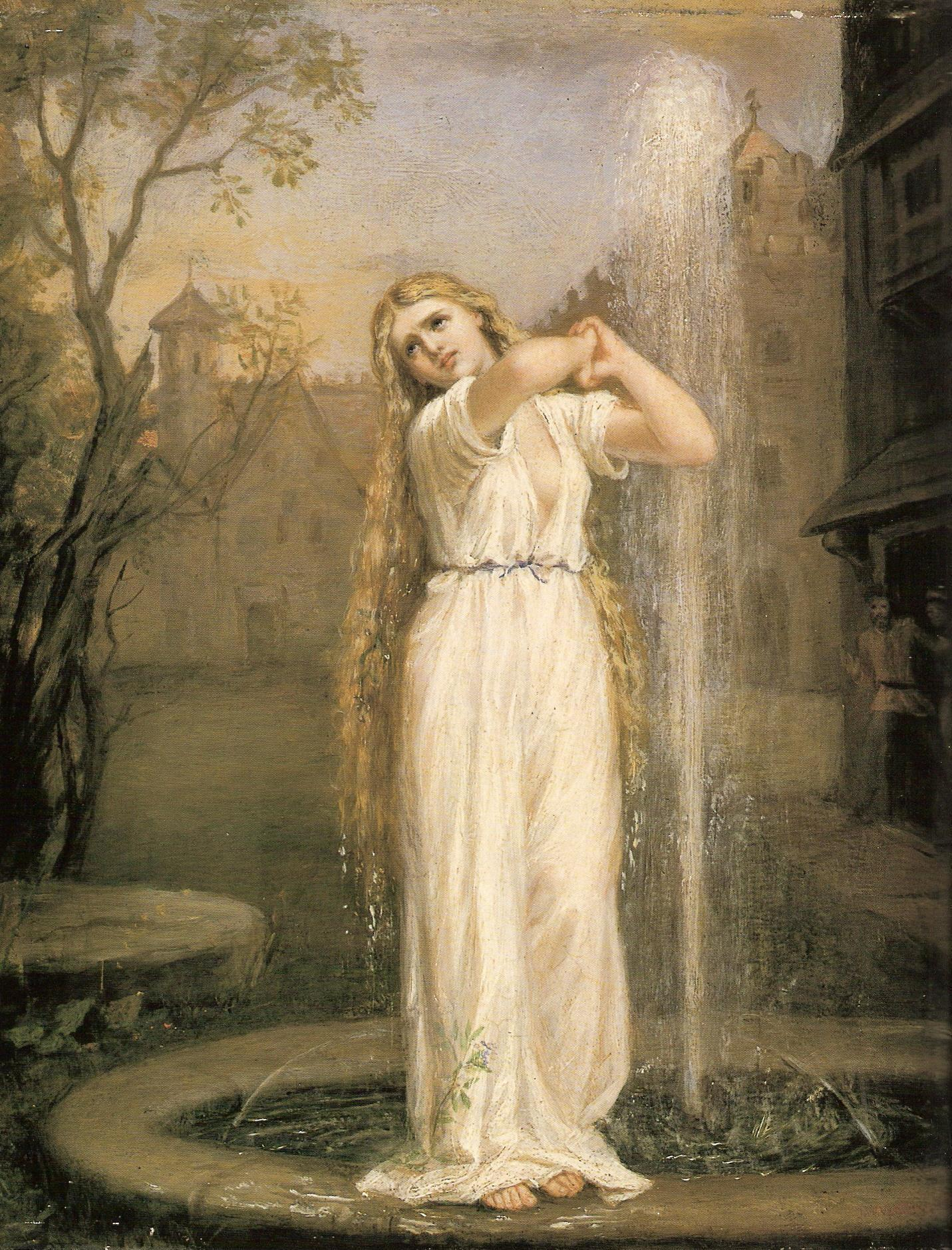
اوندین اثر جان ویلیام واترهاوس (۱۸۴۹–۱۹۱۷)

نشانگان کاهش‌دمی مرکزی (به انگلیسی: Central hypoventilation syndrome) یا سی‌اچ‌اس (CHS) نوعی اختلال تنفسی است که باعث تنفس ناکارآمد، آپنه یا ایست تنفسی در هنگام خواب (و در موارد شدید به هنگام بیداری) می‌شود. نشانگان کاهش‌دمی مرکزی می‌تواند مادرزادی باشد یا در پی یک التهاب ویروسی مغز به وجود آمده و اکتسابی باشد. این بیماری در صورت عدم درمان ممکن است کشنده باشد. نشانگان کاهش‌دمی مرکزی زمانی به عنوان نفرین اوندین (Ondine's curse) شناخته می‌شد.
تشخیص سریع نشانگان کاهش‌دمی مرکزی اهمیت دارد، زیرا به واسطهٔ آن می‌توان نوزاد را زنده نگاه داشت. هیچ عامل محیطی و ژنتیکی معینی برای این نشانگان شناخته نشده است. اما دلیل بنیادی آن نقص دستگاه خودکار کنترل تنفس است. به خاطر نقص احتمالی در رسپتور شیمیایی، این حالت مانند آن است که یک نقص ژنتیکی وجود دارد.
احتمالاً این بیماری به صورت منفرد ملاحظه می‌شود و بعید است در حاملگی بعدی تکرار شود، ولی بعضی مؤلفان بر این باورند که وراثت مغلوب اتوزومی دارد و نفوذش کامل نیست. می‌توان تا حدودی بین این اختلال و چند نوع از بیماری‌های روده‌ای به ویژه بیماری هیرشپرونگ همبستگی دانست. هیچ نوع راه تشخیص قبل از تولدی برای این بیماری شناخته نشده است.

## ویژگی‌ها
در این سندرم تنفس در طول مدت خواب مداوم نیست و نوزادانی که دچار این سندرم هستند به خودی خود قادر به تنفس نیستند. این وضعیت به ویژه در طول مدت خواب آرام مشهود است. در دورهٔ حرکات تند چشم (REM) خواب، تنفس معمولاً حالت طبیعی دارد.
کبودی پوست به علت کمبود اکسیژن بافت‌ها، اغلب اولین علامت شاخص می‌باشد و مدت کمی بعد از تولد ظاهر می‌شود. همچنین والدین نیز از روی توقف تنفسی (آپنه)، توقف حرکات تنفسی در هنگام خواب نوزادان پی به وجود این سندرم ببرند.
گاهی تشنج در موقع خواب اولین نشانهٔ سندرم است. این حملات به خاطر فقدان اکسیژن در مغز ایجاد می‌شود تولید ادرار که در حالت طبیعی در شب به علت ترشح هورمون آنتی دیورتیک ویژه‌ای کم می‌شود، در این سندرم ممکن است برعکس باشد و باعث شب ادراری یا در بچه‌های بزرگتر باعث بیدار شدن مکرر آنها برای دفع ادرار شود.
همچنین کنترل دمای بدن ممکن است تحت تأثیر قرار گیرد، به طوری که میزان تحمل فرد نسبت به گرما و سرمای شدید کم شود. در این افراد اختلالات شنوایی نیز گزارش شده است.

## درمان و مراقبت
در موقع خواب یا شاید در مواقع دیگر، طی روزهایی که تنفس با مشکل روبروست (بعضی مواقع، وقتی کودک در تمرکز عمیق کاری یا وقتی دچار عفونت‌های معمول است) حمایت تنفسی به صورت تهویهٔ فشار مثبت لازم است. حمایت تنفسی در بیشتر مواقع در موقع خواب شب لازم است. در حالتی که در تنفس به صورت خودبه خودی بهبودی حاصل نشود لازم است این حمایت تنفسی ادامه پیدا کند. این موضوع اهمیت دارد که عفونت‌های تنفسی در این کودکان به سرعت و به‌طور کامل درمان شوند. اختلالات دیگر در تنفس به خاطر عفونت ممکن است خیلی زود و به‌طور کامل با سازش تنفسی برطرف شود.
تشنج این افراد به محض اینکه مشکل تنفسی‌شان رفع شده، از بین خواهد رفت. اماگاهی اوقات داروهای ضدتشنج لازم است. وقتی شب ادراری وجود دارد باید با همدردی در مورد آن صحبت شود. روش‌های آموزشی نظافت و تمیزی باید آموزش داده شود زیرا ممکن است کنترل هورمونی شب ادراری با خطا روبرو شود. راه حل دیگر بیدار کردن کودک برای ادرار در فواصل زمانی معین است. کودکانی که دچار این سندرم هستند نباید در دماهای زیاد بالا یا پائین قرار گیرند. خنک کردن آنها در روزهای گرم و گرم کردن آن‌ها در روزهای خیلی سرد ضروری است. شنوایی آنها باید با دقت معاینه شود.

## پیش‌آگهی
البته به شدت سندرم بستگی خواهد داشت در افرادی که به شدت درگیرند ممکن است مراقبت تنفسی ۲۴ ساعته ضروری باشد اما در اکثر کودکان تنها این مراقبت در زمان شب و در زمان خواب روز مورد نیاز است.